# آريفوريتا: من مكان عمل شائع إلى الأقوى في العالم
آريفوريتا: من مكان عمل شائع إلى الأقوى في العالم (باليابانية: ありふれた職業で世界最強، بالروماجي: Arifureta Shokugyō de Sekai Saikyō) (بالإنجليزية: Arifureta: From Commonplace to World's Strongest)‏ هي سلسلة رواية خفيفة من تأليف ريو شيراكومي ورسم تاكاياكي، نشرت في الأصل على شكل رواية ويب في 7 نوفمبر عام 2013، ونشرت على شكل رواية خفيفة مطبوعة منذ 25 يونيو عام 2015. أنتجت إلى أنمي تلفزيوني من قبل استوديو وايت فوكس بالتعاون مع أسرياد، عرض الأنمي منذ 8 يوليو عام 2019 واستمر عرضه حتى 7 أكتوبر 2019، وتكون من 25 حلقة + 4 أوفا.

## القصة
تدور أحداث القصة عن هاجيمي ناغومو، هو طالب المدرسة الثانوية، يتم نقله هو وبقية فصله إلى عالم خيالي، يحصل جميع زملائه على قدرات سحرية قوية، بينما يكتسب هاجيمي فقط السحر الكيميائي الأساسي لنقل المواد الصلبة، وهي قدرة شائعة توجد عادةً في الحرفيين والحدادين.

## الشخصيات
هاجيمي ناغومو (باليابانية: 南雲 ハジメ، بالروماجي: Nagumo Hajime)
مؤدي الصوت: توشيناري فوكاماتشي
يوي (باليابانية: ユエ، بالروماجي: Yue)
مؤدية الصوت: يوكي كواهارا
شيا هاوريا (باليابانية: シア・ハウリア، بالروماجي: Shia Hauria)
مؤدية الصوت: مينامي تاكاهاشي
تيو كراروسو (باليابانية: ティオ・クラルス، بالروماجي: kurarusu Tio)
مؤدية الصوت: يوكو هيكاسا
كاوري شيراسوكي (باليابانية: 白崎 香織، بالروماجي: Shirasaki Kaori)
مؤدية الصوت: ساوري أونيشي
شيزوكو يايغاشي (باليابانية: 八重樫 雫، بالروماجي: Yaegashi Shizuku)
مؤدية الصوت: يوميري هاناموري
كوكي أمانوغاوا (باليابانية: 天之河 光輝، بالروماجي: Amanogawa Kōki)
مؤدي الصوت: تتسيا كاكيهارا
آيكو هاتاياما (باليابانية: 畑山 愛子، بالروماجي: Hatayama Aiko)
مؤدية الصوت: أي كاكوما
دايسوكي هياما (باليابانية: 檜山 大介، بالروماجي: Hiyama Daisuke)
مؤدي الصوت: مينورو شيرايشي
ميو (باليابانية: ミュウ، بالروماجي: Myū)
مؤدية الصوت: يوي أوغورا

## وصلات خارجية
- آريفوريتا: من مكان عمل شائع إلى الأقوى في العالم على موقع ANN manga (الإنجليزية)

- موقع الرواية الرسمي على شوسيتسوكا ني نارو باللغة اليابانية
- الموقع الرسمي باللغة اليابانية
- موقع المانغا الرسمي باللغة اليابانية